# 贮水山
贮水山是位于中国山东省青岛市市北区的一座山头公园，正门位于辽宁路上，海拔高度83米，分为东、西两座山峰。
贮水山的旧称尚不明确。德国租借青岛期间，该山被命名为毛奇山（德語：Moltke-Berg），又译毛尔托克山，并在山上兴建了毛奇山炮台。1914年日本攻占青岛后，更名为，并在山上建有青岛神社（日语：青嶋神社）。1923年，该山更名为现在名称。在抗战胜利后，山上的神社逐渐被拆除。1983年开辟为儿童公园。